# Bahialövtyrann
Bahialövtyrann (Phylloscartes beckeri) är en starkt utrotningshotad fågel som vanligen placeras i familjen tyranner. Den är endemisk för Brasilien.

## Utseende och läten
Bahialövtyrannen är en liten (12 cm) och grönaktig, flugsnapparliknande fågel. Ovansidan är olivgrön med något grått på hjässans mitt. På huvudet syns en tunn och beige ögonring och streck ovanför tygeln. Bakom ögat syns ett kort och gräddfärgat ögonbrynsstreck samt gulaktiga örontäckare med smala, sotfärgade halvmånar. Strupe och bröst är gulvita, buken ljusgul på mitten men olivtonad på sidorna. På ovansidan syns två gulaktiga vingband och grönaktiga kanter på vingpennorna. Sången beskrivs som mjuk, komplex och kvittrande medan kontaktlätet är ett "tik".

## Utbredning och status
Fågeln förekommer i bergsskogar i sydöstra Brasilien (södra Bahia nära Boa Nova). IUCN kategoriserar arten som starkt hotad.

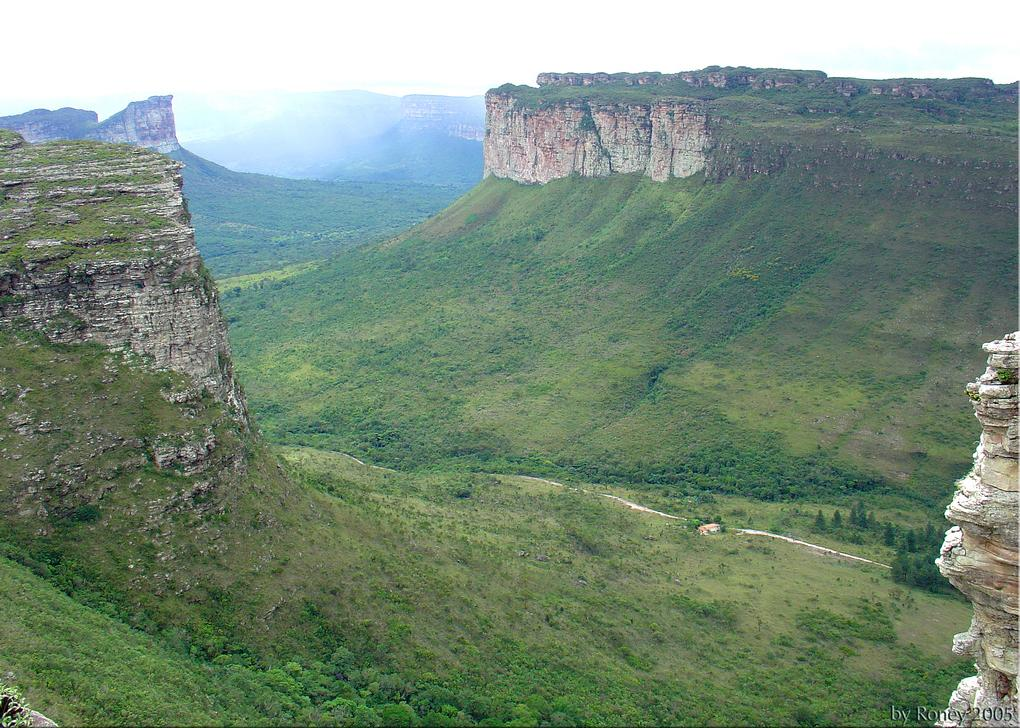
Merparten av världspopulationen hittas i bergsområdet Chapada Diamantina nationalpark.

## Familjetillhörighet
Arten placeras traditionellt i familjen tyranner. DNA-studier visar dock att Tyrannidae består av fem klader som skildes åt redan under oligocen, pekar på att de skildes åt redan under oligocen, varför vissa auktoriteter behandlar dem som egna familjer. Bahialövtyrannen med släktingar placeras då i Pipromorphidae.